# Noor Taher
Noor Taher (en arabe : نور طاهر ; née le 2 novembre 1999 a Amman) est une actrice jordanienne d'origine Palestinienne et Libanaise connue pour son rôle de Layan Murad dans la mini-série de Netflix AlRawabi School for Girls,.

## Biographie
Noor Taher est une actrice et mannequin d'origine palestinienne et libanaise. Elle a une formation classique en ballet et elle joue depuis l'âge de quatre ans. Elle a mentionné dans une interview qu'elle aimait jouer depuis qu'elle était petite  "J'ai eu une passion pour le théâtre depuis aussi longtemps que je me souvienne". À l'école, sa professeure d'arts scéniques a également travaillé comme directeur de casting et a amené Noor dans l'industrie cinématographique.

## Trajectoire
Sa première performance au cinéma remonte à son enfance, lorsqu'elle a été choisie pour un petit rôle dans La Lapidation de Soraya M., en 2008. Au fil des ans, elle s'est concentrée sur son éducation avant de jouer un autre rôle d'actrice dans le film Infidel de 2019. Son rôle le plus notable était dans la mini-série de Netflix de 2021 AlRawabi School for Girls, qui est sortie en 32 langues dans 190 pays. Elle a raconté qu'elle avait auditionné pour AlRawabi School for Girls pendant trois mois jusqu'à ce qu'elle soit appelée, décrochant le rôle de Layan dans la mini-série.

## Filmographie
- 2008 : La Lapidation de Soraya M.
- 2008 : The Shooting of Thomas Hurndall
- 2019 : Infidel
- 2021 : AlRawabi School for Girls
- 2021: Farha (on Netflix)